# Slezská expozitura země Moravskoslezské
Slezská expozitura země Moravskoslezské, oficiálním názvem Moravskoslezský zemský národní výbor – expositura v Moravské Ostravě, vznikla v rámci země Moravskoslezské po osvobození 31. května 1945 v reakci na požadavek obnovení samosprávy země Slezské. Jejím centrem se stala Ostrava (do roku 1946 nazývaná Moravská Ostrava), v níž sídlila expozitura moravskoslezského zemského národního výboru.
Území spadající do působnosti expozitury mělo rozlohu 5520,92 km². Vedle území původního Českého Slezska a někdejších moravských enkláv ve Slezsku do ní byly začleněny i moravské politické okresy Nový Jičín a Místek, a již za okupace zrušený moravský politický okres Moravská Ostrava. Na východě, severu a jihozápadě území spravované expoziturou hraničilo s Polskem; na jihu pak s moravskými politickými okresy Šumperk, Rýmařov, Moravský Beroun, Hranice a Valašské Meziříčí; na jihovýchodě se slovenským politickým okresem Čadca.

## Správní členění
10 politických okresů: Bílovec, Bruntál, Český Těšín, Fryštát, Hlučín, Jeseník, Krnov, Místek, Nový Jičín, Opava-venkov; a 2 statutární města: Opava (statutárním městem od 27. listopadu 1945) a Ostrava.
Politický okres Místek zahrnoval v této době už i území zrušeného politického okresu Frýdek, a obce Proskovice, Stará Ves nad Ondřejnicí a Krmelín z bývalého politického okresu Moravská Ostrava. Statutární město Ostrava zahrnovalo většinu území zrušeného politického okresu Moravská Ostrava, soudního okresu Slezská Ostrava a obce Kunčice ze soudního okresu Frýdek. Okres Opava-venkov vznikl k 1. lednu 1946 z té části území předchozího okresu Opava, která se nestala součástí území statutárního města Opavy.

## Historický přehled
Už za války přišla v roce 1944 Slezská národní rada s návrhem začlenit do Českého Slezska moravské politické okresy Moravská Ostrava, Místek a Nový Jičín, a požadovala navíc revizi hranic za Olší a na pravém břehu Odry.
Po osvobození byly roku 1945 v obnoveném Československu v podstatě obnoveny správní poměry z doby před Mnichovskou dohodou. Již 5. května 1945 se Slezská národní rada prohlásila za Zemský národní výbor pro Slezsko a širší Ostravsko se sídlem v Moravské Ostravě, a začala usilovat o obnovu slezské zemské samosprávy. Umístění sídla v Ostravě však mělo být jen dočasným řešením, protože se počítalo s Opavou jakožto hlavním městem. Delegace Slezské národní rady pak odcestovala do Prahy na jednání s vládou, aby získala právní podklady pro obnovu slezské zemské samosprávy. 15. května 1945 vláda jednomyslně vydala kompromisní usnesení, aby Slezská národní rada na svém území prozatímně s pravomocí zemského národního výboru plnila úkoly expozitury moravskoslezského zemského národního výboru v Brně.
K vlastnímu ustavení expozitury došlo 31. května 1945, v den konání delegačních voleb 26 členů moravskoslezského zemského národního výboru. Po zřízení expozitury pak Opava požadovala přenesení sídla do Opavy jakožto tradiční metropole Českého Slezska. Zároveň vznikalo napětí mezi Ostravou a Brnem o kompetencích expozitury. Současně řada činitelů v oblasti (např. dr. Sanetřík) nebo i v „centru“ (např. místopředseda vlády Josef David) vystoupila s požadavky na připojení Ratibořska, Kladska, nebo i celého Slezska v hranicích před rokem 1742 k Československu. V tomto smyslu vyzněl i takřka stotisícový tábor lidu na Ostré hůrce 23. září 1945. Poláci zase žádali úpravu hranic na Těšínsku ve svůj prospěch.
V dalších měsících se střetávala řada různých koncepcí politických stran a skupin, z nichž některé žádaly plné obnovení slezské zemské samosprávy. To se všechno prolínalo s řešením hospodářských problémů, s odsunem německého obyvatelstva a zejména s politickým bojem o moc.
Po únoru 1948 se vytvořením mocenského monopolu KSČ urychlila práce na přípravě nového správního členění, které vstoupilo v platnost na konci roku 1948, a jímž se rušilo zemské členění a vytvářely se kraje. Území stávající slezské expozitury bylo rozděleno mezi kraje Olomoucký a Ostravský. Po další správní reformě, jež vstoupila v účinnost 1. července 1960, patřilo celé území někdejší expozitury k Severomoravskému kraji. Když k 1. lednu 2000 vznikly vedle starých krajů kraje nové (samosprávné), bylo toto území opět rozděleno mezi nové kraje Olomoucký a Moravskoslezský (původně Ostravský).